# Den rätt på dig, o Jesus, tror
Den rätt på dig, o Jesus, tror (orig. "Ho rätt på tig, o Jesu! tror") är en psalm av hovpredikanten Anders Nohrborg 1767, tryckt samma år i Prof-Psalmboken, senare samlingen, då med 17 strofer. År 1769 gjorde en systerson till Nohrborg en avskrift av psalmen med intygande att psalmen skrevs just 1767, samma år som den trycktes och samma år som författaren dog vid endast 42 års ålder.
Psalmen kom aldrig in i 1819 års psalmbok, men förkortades och bearbetades för psalmboksförslaget 1889 och ännu mer i förslaget 1911, innan den till slut "slog igenom" som nummer 582 i Nya Psalmer från 1921 och därefter i oförändrad form medtagits i de officiella psalmböckerna för Svenska kyrkan.
Hela psalmen är skriven i böneform men utgör till största delen en sammanfattning av den luthersk-ortodoxa läran om försoningen och rättfärdiggörelsen. Först de två sista verserna innehåller en egentlig, direkt, bön till Herren.
Melodin är svensk, från 1697 års koralbok, ursprungligen och i 1986 års koralbok A-moll, 3/2 takt, men i 1939 års koralbok (liksom Johann Christian Friedrich Haeffners 1821?) utjämnad till 4/4 takt. I Koralbok för Nya psalmer, 1921 anges att det är samma melodi som till psalmen Vi tacke dig, o Jesu god (1695 nr 153, 1819 nr 96). I nuvarande koralbok används den också för psalmen Du som i alltets mitt har ställt (nr 438).

## Publicerad i
- Prof-Psalmboken, 1767
- Nya psalmer 1921 som nr 582 under rubriken "Det Kristliga Troslivet: Troslivet hos den enskilda människan."
- 1937 års psalmbok som nr 300 under rubriken "Tro, förlåtelse, barnaskap"
- Den svenska psalmboken 1986 som nr 556 under rubriken "Förtröstan, trygghet".